# Aiguabarreig Segre-Cinca
La confluència del Segre i Cinca constitueix part de l'Aiguabarreig , un paratge on s'uneixen els rius Segre, Ebre i Cinca, de gran riquesa natural. Està delimitat pel curs del riu Cinca en el límit de la comarca del Baix Cinca, pel curs del riu Segre entre el pont de Seròs, Massalcoreig, la Granja d'Escarp i Almatret al Segrià i Fraga, Torrent de Cinca i Mequinensa (Baix Cinca). L'àmpla làmina d'aigua de l'Aiguabarreig, amb freqüents illes fluvials, boscos de ribera i canyissars que la poblen, constitueixen la més gran confluència fluvial de la península ibèrica i és l'hàbitat idoni per a multitud d'ocells, tant sedentaris com migratoris. Una mica més avall d'aquesta confluència, se situa a Mequinensa la continuació de l'Aiguabarreig de similars característiques amb els rius Segre (que ha rebut prèviament les aigües del Cinca) amb l'Ebre conformant la més gran confluència fluvial de la península ibèrica.

## Fauna
Pel que fa a la fauna, els ocells són el grup més destacat, ja que acull des de colònies de martinets o tota mena d'ocells rapinyaires fins a les aus dels ambients desèrtics, incloent una extensa representació d'espècies escasses i amenaçades a Europa. S'afegeixen, notòriament, els rèptils, amfibis i els mamífers com muricecs (ratpenats), una abundant població de cérvol i més escassament la llúdriga i la cabra salvatge.

## Flora
Combina vegetació de ribera i terres conreades, boscos mediterranis i àrees subdesèrtiques. En el cas de les terres de conreu hi trobem principalment fruiters de fruita dolça: pomeres, presseguers, pereres i moltes altres. En aquest paisatge també sovintegen les plantacions de xops, farratges (alfals) i cereals d'estiu (panís), per bé que els horts són actualment minoritaris.

## Recerca[calcitació]
L'any 1993 fou creada l'Estació Biològica de l'Aiguabarreig. Un centre de recerca i gestió que, actualment, te la seva seu entre Mequinensa (Baix Cinca) i La Granja d'Escarp (Segrià). Ha executat, fins ara, tots els projectes de gestió i conservació de la Generalitat de Catalunya als espais naturals de l'Aiguabarreig, destacant per inèdita la creació d'una illa artificial a l'Ebre, al terme municipal d'Almatret.
Coordina els projectes de bioturisme de la ma del Patronat de Turisme de la Diputació de Lleida i tingué una escola de natura, l'Escola de Natura de l'Aiguabarreig, a Mequinensa. També disposa del Centre d'Interpretació de l'Aiguabarreig, a la vila de Massalcoreig.
Fou creada pel naturalista Guillem Chacon, qui actualment la dirigeix, i forma part de la xarxa d'estacions biològiques, motiu pel qual cada any investigadors i estudiants de diferents continents arriben a l'Aiguabarreig per a fer pràctiques universitàries.
Des del 2004 és part de l'equip acadèmic de la Universitat Catalana d'Estiu de Ciències de la Natura, que te la seva seu central a Seròs. També a l'Aiguabarreig.

## Rutes
1. Aquesta ruta ens porta entre camps de fruiters fins a arribar al riu Segre. Passant pel costat de les restes del monestir de Santa Maria d'Escarp, es segueix el final d'aquest riu fins a trobar el Cinca. 
L'itinerari comença a Massalcoreig. Es surt pel camí en direcció a la Granja d'Escarp, el camí és asfaltat. Es segueix durant uns 800 metres fins a trobar una cruïlla i es gira cap a la dreta deixant el camí asfaltat, en arribar a la riba, llavors es gira a l'esquerra i es segueix el camí durant una mica menys de 2 kilòmetres fins que tornarem a trobar el camí asfaltat. Continua en direcció a la Granja d'Escarp fins a trobar les restes del monestir cistercenc de Santa Maria d'Escarp, es creua la carretera vella i es passa per darrere del monestir seguint el camí i passant pel davall del pont vell. En aquest punt, es segueix el tram final del riu Segre abans que es trobi amb el Cinca. 
En arribar a la confluència dels dos rius seguirem el camí, pujant ara pel costat del riu Cinca. Es segueix el camí fins a arribar al lloc on hem deixat el camí asfaltat, pel que es torna cap a Massalcoreig. 
Depenent de l'època de l'any, es recomana portar un repel·lent per als mosquits així com a protecció solar i aigua per beure.[4]
2. Prenent com a punt de partida la població de Seròs, amb un itinerari d'anada i tornada es visita, primer, el bosc de ribera del Segre i els extensos conreus de fruita i hortalissa de la plana d'Avinganya; en un segon tram es va de Seròs a la Granja d'Escarp passant pel monestir d'Avinganya, es visita l'Aiguabarreig i es recorre un tram de la riba esquerra del Cinca passant per Massalcoreig, on hi ha l'Oficina d'Informació i Interpretació de l'Aiguabarreig. Part d'aquest entorn ha estat protegit per l'Espai d'Interès Natural de l'Aiguabarrreig Segre-Cinca-Ebre, que abraça un total de 450 hectàrees fluvials.[5]
3. Passarel·la de fusta que travessa l'albereda de Sant Jaume.
4. L'Estació Biològica de l'Aiguabarreig, nascuda el 1993, té la seva seu al mas de l'Aiguabarreig, entre els termes de La Granja d'Escarp i Mequinensa i organitza passejades naturalistes, cursos i educació ambiental de franc per a tots els col·legis dels pobles de la riba del Segre, Cinca i Ebre d'aquestes comarques.

### Caminades
Els ajuntaments d'Aitona, la Granja d'Escarp i Massalcoreig han organitzat un programa de caminades durant l'any per tal de promocionar l'esport i alhora donar a conèixer una gran diversitat de paisatges i rutes d'aquesta zona, sota la marca Baix Segrià camina.
- Marxa Senderista de la Granja d'Escarp
- Caminada d'Aitona
- Caminada Popular de Massalcoreig

### Museus

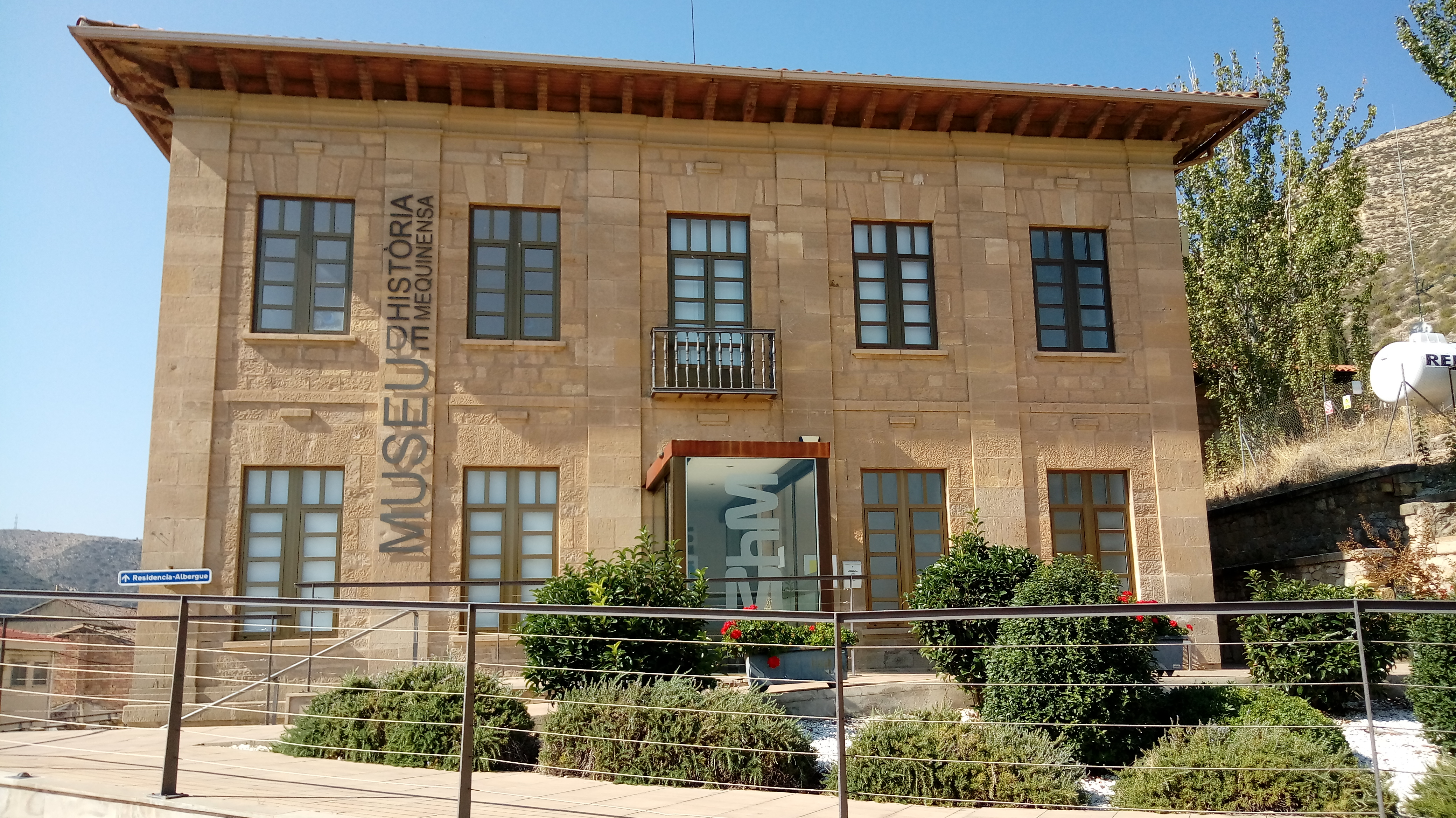
Façana del Museu de la Història de Mequinensa.

A la part baixa de l'Aiguabarreig es poden trobar els Museus de Mequinensa que ofereixen un recorregut cultural pels paisatges de l'Aiguabarreig, pel patrimoni industrial miner de la conca carbonifera de Mequinensa i per l'antic poble vell enderrocat i anegat sota les aigües del riu Ebre per la construcció de l'embassament de Riba-roja.
- Museu de la Mina: ofereix un recorregut per una galeria minera real excavada en la qual es pot conèixer el treball dels miners a la conca carbonífera de Mequinensa durant els últims 150 anys. Compta amb una gran i variada col·lecció de maquinària real procedent de diverses explotacions mineres de la zona.
- Museu de la Història de Mequinensa: presenta un viatge a través de la història de la localitat i la seva vinculació amb els seus tres rius (l'Ebre, el Segre i el Cinca), així com la importància estratègica de la localitat i el seu castell. Compta amb una part dedicada a l'abandó i trasllat del Poble Vell a la nova Mequinensa després de la construcció de l'embassament de Riba-roja, i un espai dedicat al patrimoni literari, fotogràfic i pictòric de l'escriptor mequinensà Jesús Moncada conegut per la seva novel·la "Camí de Sirga".